# 施银花

施银花（1910年—1984年），生于浙江省嵊县施家岙村，越剧女演员，擅长小旦，与赵瑞花、王杏花并称“三花”。艺术上学习琴素娥，婉转圆润，被称为“施腔”。代表作有《玉蜻蜓》、《十美图》、《双金花》、《二度梅》。施银花是女子越剧的开创者之一。1950年，随丈夫去台湾。1984年，患乳腺癌去世。